# 영웅 스윙
영웅 스윙(hero swing)이란 홈런이나 장타가 필요하지않은 상황에서도 홈런이나 장타를 치려고 타자가 의도적으로 큰 스윙을 하는 것을 가리키는 단어이다. 주로 이러한 스윙이 실패해서 헛스윙 삼진을 당하거나 플라이 아웃 등으로 범타로 물러날 때에 타자를 비판하는 용도로 사용되는 야구 용어이다.

## 설명
영웅 스윙은 주로 공갈포를 많이 치는 타자에게서 가장 많이 나오며 이런 타자의 경우에는 홈런이나 장타를 많이 치기도 하지만 반대로 투수를 공략하는데 실패하여 헛스윙 삼진이나 플라이 아웃 등과 같이 범타로 물러나는 경우도 많다. 이렇게 영웅 스윙을 주로 하는 유형의 타자들은 대체적으로 좋지 못한 평가를 받는 경우도 많다. 또한 영웅 스윙을 주로 하는 선수들을 주로 어퍼 스윙을 하는 경우가 많다.

## 같이 보기
- 타자
- 타격